# Janoschs Traumstunde
Janoschs Traumstunde, auch Janoschs Traumstunde – Der Bär, der Tiger und die anderen, ist eine 26-teilige Zeichentrickreihe für Kinder nach Geschichten des deutschen Illustrators, Kinderbuchautors und Schriftstellers Janosch. Regie führten Jürgen Egenolf, Uwe-Peter Jeske und Wolfgang Urchs. 

## Inhalt
Rund die Hälfte aller Folgen umfasst jeweils zwei in sich abgeschlossene Geschichten, in fast ebenso vielen Folgen wird allerdings nur eine einzige längere Geschichte erzählt. Die restlichen Folgen fassen drei bis vier teils sehr kurze Geschichten zusammen. Gemeinsam ist allen Folgen die Rahmenhandlung, in der der „Große, Dicke Waldbär“ als (anfänglich eher stummer) Ansager auftritt. Die Geschichten bieten einen sehr breiten Querschnitt durch Janoschs Bilderbücher, angefangen bei Tiger und Bär über den fliegenden Popov, Schnuddelbuddel, Hannes Strohkopp oder etwa den Quasselkasper bis hin zu ausgefallenerem Personal wie Antek Pistole, dem Hasen Robinson oder dem Raben Josef. Von der Quasselkasper-Geschichte wurde dabei in der ersten Staffel nur die erste Hälfte verfilmt, allerdings später durch eine Folge der zweiten Staffel vervollständigt. Im weiteren Sinne kann man auch die Geschichte des Raben Josef als Zweiteiler betrachten, da „Das Geheimnis des Herrn Schmidt“ eine melancholische Fortsetzung darstellt. Viele Folgen werden mit einer Interpretation eines alten Volkslieds wie Ich bin ein Musikante oder Ein Loch ist im Eimer eröffnet. Am Ende des Liedes sagt eine der Figuren: „Und jetzt kommt der große dicke Waldbär“.

## Ausstrahlung
In Deutschland erfolgte die Erstausstrahlung der ersten Staffel vom 12. Oktober 1986 bis zum 4. Januar 1987, die der zweiten Staffel vom 7. Januar bis zum 2. April 1990, jeweils im Ersten Deutschen Fernsehen.
Es gab mehrere Wiederholungen, unter anderem im Ersten, in einigen dritten Fernsehprogrammen und im KI.KA. Zuletzt lief „Janoschs Traumstunde“ in französischer Sprache mit deutschen Untertiteln vom 8. April 2007 bis zum 5. April 2008 samstags und sonntags ab 8:00 Uhr im arte-Kinderprogramm.

## Veröffentlichung
Die Serie wurde 1992 auf VHS veröffentlicht. Es fehlt aber die Folge 20 („Der Frosch und die Ziege“, „Der Esel und die Eule“, „Herr Korbes will Klein Hühnchen küssen“ und „Das Schweinchen und der Wolf“). Folge 23 ist unter den Titeln „Ein Fremder mit Sporen“ und „Der Mäusesheriff“ zweimal erschienen.
Am 24. Oktober 2008 ist die DVD-Box „Janoschs Traumstunde – Alle Folgen“ bei ARD-Video erschienen. Auf 4 DVDs mit einer Gesamtspieldauer von 718 Minuten sind 25 von insgesamt 26 Folgen enthalten. Es fehlt ebenfalls Folge 20.